# حوض‌انبار بینی دنباله
حوض انبار بینی دنباله مربوط به دوره قاجار است و در شهرستان گرمه، بخش مرکزی، ۱۳ کیلومتری غرب شهر درق واقع شده و این اثر در تاریخ ۱۸ شهریور ۱۳۸۷ با شمارهٔ ثبت ۲۳۲۵۸ به‌عنوان یکی از آثار ملی ایران به ثبت رسیده است.